# 1604
1604 (MDCIV) a fost un an bisect al calendarului gregorian, care a început într-o zi de joi.

## Nașteri
- 10 martie: Johann Rudolf Glauber, chimist și farmacist german (d. 1670)
- 4 iunie: Claudia de Medici, arhiducesă de Austria și ducesă de Urbino (d. 1648)
- 28 iunie: Heinrich Albert (Heinrich Alberti), compozitor și poet german (d. 1651)

## Decese
- 4 mai: Jean Nicot  (n. 1530)
- 13 februarie: Ecaterina de Bourbon  (n. 1559)
- 25 aprilie: Pietro de' Medici  (n. 1554)
- dată necunoscută: Jakub Krčín arhitect ceh (n. 1535)
- 22 aprilie: Michael Alard  (n. 1573)